# والتر کوربت
والتر کوربت (به انگلیسی: Walter Corbett) بازیکن فوتبال زادهٔ ۲۶ نوامبر ۱۸۸۰ اهل انگلستان که سابقهٔ بازی در تیم ملی فوتبال انگلستان را در کارنامهٔ خود دارد. وی در تاریخ ۶ ژوئن ۱۹۰۸ نخستین بازی ملی خود را در مقابل تیم ملی فوتبال اتریش انجام داد و با حضور در ۳ بازی ملی، در تاریخ ۱۳ ژوئن ۱۹۰۸ واپسین بازی ملی‌اش را در برابر تیم ملی فوتبال بوهم برگزار کرد.